# Eugen Sârbu
Eugen Sârbu (n. 6 septembrie 1950, București, România – d. 21 iulie 2024) a fost un violonist clasic român. A avut o carieră internațională ca solist, recitalist și dirijor (de la vioară). În 1978, a câștigat atât Concursul Paganini, cât și Concursul internațional de vioară Carl Flesch. A lansat în premieră lucrări de la compozitori în viață, inclusiv Einojuhani Răutavaara, scrise pentru el, a înregistrat concerte pentru vioară de Sibelius și Mozart. 